# Endimione dormiente (Canova)
Endimione dormiente è il soggetto di una scultura di Antonio Canova eseguita tra il 1819 e il 1822 e conservata nella collezione Devonshire a Chatsworth House. Il gesso invece viene conservato presso la Gipsoteca canoviana di Possagno.
Nel maggio del 1819 William Cavendish, VI duca di Devonshire commissionava all'artista una scultura senza specificarne il soggetto. Opera fra le ultime dell'autore, il marmo venne completato nel settembre 1822, pervenendo a Londra nell'estate dell'anno seguente preceduta dalla notizia della morte dell'artista.
Il pastore è rappresentato immerso nel sonno con il braccio destro sollevato sopra il capo e disteso su una clamide mentre stringe delicatamente due dardi che richiamano la caccia mentre un cagnolino siede ai suoi piedi sorvegliandolo. L'idea di una figura distesa era già stata trattata dall'artista nei bozzetti della Ninfa dormiente, che presenta forti affinità con l'Endimione per la posa, e nella Maddalena giacente, in cui era ritratta con gli occhi rivolti al cielo assorta e sdraiata su una roccia così come l'Endimione. Per la scelta del soggetto pare che Canova avesse tenuto in considerazione i gusti del duca; il committente, infatti, aveva mostrato grande ammirazione per i Geni delle tombe di Clemente XIII e di Maria Cristina d'Austria.
Quatremère de Quincy notò alcune somiglianze della posa dell'Endimione con la figura del fiume Ilisso del frontone occidentale del Partenone che l'artista aveva visto a Londra nel 1815 e di cui si era fatto portare un calco in gesso a Roma. Notevole fu il successo che la scultura riscosse, dalla levigatezza delle superfici morbide che contrastano con la ruvidezza delle rocce su cui il giovane si distende.